# 宗像市立城山中学校
宗像市立城山中学校（むなかたしりつじょうざんちゅうがっこう）は、福岡県宗像市陵厳寺にある公立中学校。

## 概要
赤間小学校講堂を仮教室として、1947年（昭和22年）4月22日、赤間町・吉武村学校組合東部学校設立。1949年、城山中学校に改称。
1982年には、宗像市立自由ヶ丘中学校開校に伴い、本校の通学区域から自由ヶ丘地区が分離された。

## 沿革
- 1947年（昭和22年）4月22日 - 赤間町・吉武村学校組合東部学校として設立される。
- 1949年 - 城山中学校に改称。
- 1951年9月1日 - 新校舎が赤間小学校横に完成。[3]
- 1954年 - 町村合併により、宗像町立城山中学校に改称。
- 1966年5月 - グラウンドが完成。
- 1974年5月 - 田久（現 赤間一丁目）へ移転した赤間小学校跡地に、普通教室棟（21教室）が完成。
- 1975年4月 - 特別教室棟が完成。
- 1977年3月 - 屋内運動場棟（体育館）が完成。
- 1981年4月 - 市制施行により、宗像市立城山中学校に改称。
- 1982年4月 - 宗像市立自由ヶ丘中学校が開校し、本校通学区域から自由ヶ丘地区が分離。
- 1983年3月 - 武道場・卓球場が完成。
- 1994年9月 - 特別教室棟大規模改修工事が完了。
- 1995年9月 - 普通教室棟大規模改修工事が完了。
- 1996年9月 - 管理棟大規模改修工事が完了。
- 2006年8月 - 耐震補強工事が完了。
- 2009年2月 - 給食調理棟が完成。
- 2024年1月 - 新校舎が完成。

## 進学前小学校
宗像市立赤間小学校、宗像市立赤間西小学校（平等寺除く）、宗像市立吉武小学校の3校。

## 通学区域内の主な施設
- 福岡教育大学
- 日本赤十字九州国際看護大学
- 東海大学付属福岡高等学校
- グローバルアリーナ
- 正助ふるさと村
- 赤間駅
- 教育大前駅

## 交通
- JR九州 鹿児島本線 教育大前駅より徒歩3分（270m）
- 西鉄赤間営業所より徒歩5分（360m）